# أفضل الصلوات على سيد السادات (كتاب)
أفضل الصلوات على سيد السادات ، كتاب من تأليف الشيخ يوسف النبهاني جمع فيه 70 صيغة في الصلاة على النبي محمد ﷺ. يقول في المقدمة:
| أفضل الصلوات على سيد السادات (كتاب) | إني تفكرت في كثرة ذنوبي وقلة أعمالي الصالحة فعظم بذلك بلائي * وغلب خوفي على رجائي * ثم ألهمني الله سبحانه أن لا دواء لهذا الداء * أنفع من صدق الالتجاء * إلى سيد المرسلين * وحبيب رب العالمين * فقد قال تعالى: ﴿وابتغوا إليه الوسيلة﴾ وهو أعظم الوسائل والوسائط لديه * وأفضل الخلائق وأحبهم إليه * وها أنا قد التجأت إلى جنابه الكريم وخدمته بهذا المجموع الذي جمعته في فضل الصلاة عليه وسميته «أفضل الصلوات على سيد السادات» وجعلته قسمين وخاتمة القسم الأول أبين فيه فضلها إجمالاً وفوائدها * والقسم الثاني أفصّل فيه غرر كيفياتها وفرائدها * وأنسب كل صيغة إلى أهلها * مع بيان رواتها وفضلها * وليس لي في ذلك أدنى فضل * إلا مجرد النقل | أفضل الصلوات على سيد السادات (كتاب) |

## فصول الكتاب
- تفسير آية ﴿إن الله وملائكته يصلون على النبي يا أيها الذين آمنوا صلوا عليه وسلموا تسليما﴾ وما يناسبها من أقوال.
- الأحاديث التي ورد فيها الترغيب في الصلاة على النبي بصيغة الأمر ونحوه وما ورد فيها ذكر الأعداد.
- الأحاديث التي ورد فيها الحث على الصلاة على النبي يوم الجمعة وليلتها وبيان حكمة ذلك.
- الأحاديث التي ورد فيها الترغيب في الإكثار من الصلاة على النبي وما يتعلق بذلك من القول.
- الأحاديث التي ورد فيها ذكر شفاعته لمن يصلي عليه أو الترغيب في الصلاة عليه مطلقًا.
- الأحاديث التي ورد فيها التحذير من ترك الصلاة عليه عند ذكره والنقول التي تناسب ذلك.
- بيان الفوائد الجمة والمنافع المهمة التي تحصل في الدنيا والآخرة لمن يصلي عليه .

ويشتمل على سبعين كيفية للصلاة على النبي مع بيان فوائدها ومن رواها. وتشتمل الخاتمة على سبع قصائد.